# Hypobleta fatua
Hypobleta fatua là một loài bướm đêm trong họ Noctuidae.